# Canby (Minnesota)
Canby – miasto w Stanach Zjednoczonych, w stanie Minnesota, w hrabstwie Yellow Medicine.